# 瓦利 (稱號)
瓦利（阿拉伯語：‎）是鄂圖曼帝國統治時期所用的稱號，指政區的統治者。至今仍有一些穆斯林國家使用。

## 阿爾及利亞
在阿爾及利亞，瓦利是國家48個省份的行政首長，由總統委任。

## 伊朗
在伊朗，瓦利一詞是指一地的統治者或首領。

## 鄂圖曼帝國
瓦利是鄂圖曼帝國最常見的一類統治者，通常都是帕夏，管治各省政務。

## 阿曼
在阿曼，當她還統治肯亞的蒙巴薩時，會委任一名瓦利負責管治，該職位現時時稱為里瓦利。

## 摩洛哥
自1997年摩洛哥地區改革以後，瓦利是摩洛哥十六個地區當中其中一個地區的統治者。

## 巴基斯坦
在巴基斯坦，前王國斯瓦特的統治者稱為瓦利。